# Jutta Hübner
Jutta Hübner (* 1962) ist eine deutsche Professorin für Integrative Onkologie.

## Werdegang
Hübner studierte von 1982 bis 1988 an der Heinrich-Heine-Universität in Düsseldorf Humanmedizin. Sie promovierte in Humangenetik zum Thema „Über Fehlbildungen des Herzens und der oberen Extremität, insbesondere das Holt-Oram-Syndrom“. Von 1988 bis 1997 war sie Assistenzärztin in der Medizinischen Klinik der Städtischen Krankenanstalten Remscheid. Seit 1995 ist Hübner Fachärztin für Innere Medizin, zudem erwarb sie 1995 die Zusatzbezeichnung Chirotherapie, 1996 die Zusatzbezeichnung Naturheilkunde und 1997 ein Diplom in Akupunktur. Nach Stationen als Oberärztin der Abteilung für Onkologie der Habichtswald-Klinik in Kassel, als Assistenzärztin in der Klinik für Tumorbiologie in Freiburg und als internistische Oberärztin der Klinik für Strahlentherapie der Robert-Janker-Klinik in Bonn, war sie ab 2001 Chefärztin der Rehabilitationsklinik Bellevue in Bad Soden-Salmünster. 2000 qualifizierte sich Hübner als Ernährungsbeauftragte Ärztin (DGEM), erwarb die Schwerpunktbezeichnung Hämatologie und Internistische Onkologie und das ESMO-Examen, welches sie 2005 und 2009 wiederholte. 2003 absolvierte sie eine Ausbildung zum TQM-Assessor nach EFQM. Nach weiteren Funktionen als Chefärztin der Prof.-Volhard-Klinik in Masserberg und als Chefärztin der Abteilung Onkologie der Habichtswald-Klinik in Kassel wurde sie 2009 Leiterin des Bereichs Palliativmedizin, supportive und komplementäre Onkologie am Universitären Centrum für Tumorerkrankungen (UCT) des Universitätsklinikums Frankfurt. 2004 schloss die ein Fernstudium in Gesundheitsökonomie ab und qualifizierte sich als Qualitätsmanagerin im Gesundheitswesen (DGQ). 2006 erwarb sie die Zusatzbezeichnung Palliativmedizin und erhielt 2010 das Abschlusszertifikat Curriculum Psychoonkologie. Seit 2012 ist Hübner die Leiterin der Arbeitsgruppe Integrative Onkologie des Dr. Senckenbergischen chronomedizinischen Instituts an der Universität Frankfurt/Main. Sie habilitierte sich 2014 zum Thema „Von der Komplementärmedizin zur Integrativen Onkologie – Ist-Analyse und Zukunftsperspektive“. Seit 2017 hat sie die Stiftungsprofessur für Integrative Onkologie der Deutschen Krebshilfe am Universitätsklinikum Jena inne.

## Funktionen
Hübner war von 2013 bis 2016 außerordentliches und ist seit 2017 ordentliches Mitglied der Arzneimittelkommission der Deutschen Ärzteschaft. Sie ist Koordinatorin für die Leitlinie Komplementäre Medizin im Onkologischen Leitlinienprogramm und Mandatsträgerin bzw. Expertin in mehreren S3 Leitlinien des Onkologischen Leitlinienprogramms. Sie ist seit 2010 Vorsitzende der Arbeitsgemeinschaft Prävention und Integrative Onkologie der Deutschen Krebsgesellschaft mit den Schwerpunkten Prävention, Ernährung, körperliche Aktivität und Komplementäre Onkologie. Sie ist Mitglied der Deutschen Gesellschaft für Hämatologie und Onkologie (DGHO), der European Society for Medical Oncology (ESMO), der American Society of Clinical Oncology (ASCO), der Deutschen Arbeitsgemeinschaft Psychoonkologie (Dapo), der Deutschen Gesellschaft für Ernährungsmedizin (DGEM) und der Deutschen Gesellschaft für Palliativmedizin. Von 2013 bis 2016 war sie Leiterin des wissenschaftlichen Datenbankprojektes bei der Deutschen Krebsgesellschaft. Hübner war Mitglied im Münsteraner Kreis, einem interdisziplinären Zusammenschluss von Experten auf dem Gebiet der Komplementär- und Alternativmedizin, welcher sich für eine evidenzbasierte Medizin einsetzt. Sie ist zudem Mitglied des wissenschaftlichen Beirats für das investigative Medium MedWatch. 2017 gründete sie die Stiftung Perspektiven für Menschen und ist Vorsitzende des Kuratoriums. Im April 2020 folgte Hübner Natalie Grams als Leiterin des Informationsnetzwerks Homöopathie nach, welches sich zur Aufgabe gemacht hat, sachlich und kritisch über Homöopathie aufzuklären.

## Publikationen (Auswahl)
- Jutta Hübner: Aloe, Ginko Mistel & Co, Schattauer Verlag Stuttgart 2009, ISBN 978-3-7945-2691-8.
- Goeckenjan G et al.: Prävention, Diagnostik, Therapie und Nachsorge des Lungenkarzinoms; interdisziplinäre Leitlinie der Deutschen Gesellschaft für Pneumonologie, Beatmungsmedizin und der Deutschen Krebsgesellschaft, 2010.
- Moehler M et al.: S3-Leitlinie „Magenkarzinom“ – Diagnostik und Therapie der Adenokarzinome des Magens und ösophagogastralen Übergangs. In: Zeitschrift für Gastroenterologie, 49, 2011, Seite 461–531.
- Jutta Hübner: „Diagnose Krebs…. Was mir jetzt hilft“, Patientenbuch im Auftrag der Deutschen Krebsgesellschaft, Schattauer 2011, ISBN 978-3-7945-2830-1.
- Jutta Hübner: Komplementäre Onkologie – Supportive Maßnahmen und evidenzbasierte Empfehlungen, Schattauer Verlag Stuttgart 2008, Neuauflage 2012, ISBN 978-3-7945-2586-7.
- Interdisziplinäre S3-Leitlinie für die Diagnostik, Therapie und Nachsorge des Mammakarzinoms, Langversion 3.0, Aktualisierung 2012, AWMF-Register-Nummer: 032-045OL.
- S3-Leitlinie „Diagnostik, Therapie und Nachsorge des Melanoms“, Version 1.0, 2013; AWMF-Register-Nummer 032-024OL.
- Jutta Hübner (Hrsg.): Integrative Onkologie, Schattauer 2013, ISBN 978-3-7945-2668-0.
- Magda Paul, B. Davey, B. Senf, C. Stoll, K. Münstedt, R. Mücke, Oliver Micke, F. J. Prott, J. Buentzel, Jutta Hübner: Patients with advanced cancer and their usage of complementary and alternative medicine. In: Journal of Cancer Research and Clinical Oncology. Band 139, 9, 2013, Seite 1515–1522.
- Karsten Münstedt, Tobias Vogt, Maria-Elisabeth Rabanus, Jutta Hübner: Wishes and Beliefs of Cancer Patients Regarding Counseling on Integrative Medicine. In: Breast Care. Band 9, 2014.
- Ivonne Rudolph, Eckart Seilacher, Marie-Jolin Köster, Jan Stellamanns, Patrick Liebl, Jörg Zell, Svenja Ludwig, Volker Beck, Jutta Hübner: Der Informationsbedarf von Patienten mit Krebserkrankungen in Deutschland – eine Befragung von Patienten und Angehörigen. In: Deutsche Medizinische Wochenschrift, Band 140, 05, 2015, Seite e43–e47.
- Patrick Liebl, Eckart Seilacher, Marie-Jolin Koester, Jan Stellamanns Joerg Zell, Jutta Hübner: What Cancer Patients Find in the Internet: The Visibility of Evidence-Based Patient Information – Analysis of Information on German Websites. In: Oncology Research and Treatment. Band 38, 5, 2015, Seite 212–218.
- Karsten Münstedt, Benjamin Voss, Uwe Kullmer, Ursula Schneider, Jutta Hübner: Bee pollen and honey for the alleviation of hot flushes and other menopausal symptoms in breast cancer patients. In: Molecular and Clinical Oncology. 2015, Seite 869–874.